# Pinanga cleistantha
Pinanga cleistantha es una especie de palmera endémica de la Península Malaya.

## Descripción
Pinanga cleistantha es una planta de pequeño tamaño de porte magnífico y arracimado que se encuentra en la selva de las tierras bajas en la Península Malaya, con preciosas hojas moteadas que pueden estar completas o contar únicamente con unas pocas escisiones. Esta especie resulta especial por producir una inflorescencia oculta por completo tras una duradera bráctea.

## Taxonomía
Pinanga cleistantha fue descrita por J.Dransf.  y publicado en Principes 26(3): 127, en el año 1982
Etimología
Pinanga: nombre genérico que es la latinización del nombre vernáculo malayo, pinang aplicado a la palma de betel, Areca catechu y especies de Areca, Pinanga y Nenga en la naturaleza.
cleistantha: epíteto